# Агазиклей
Агазиклей (на старогръцки: Ἀγασικλῆς, Ἀγησικλῆς, Ἡγησικλῆς; Agasicles, Agesicles, Agasikles, Hegesicles), син на Архидам I, е 13-ият от династията Еврипонтиди цар на Спарта ок. 595 пр.н.е. – 560 пр.н.е.
Той и Леон, спартанският цар от династията на Агидите, печелят всяка битка, освен против Тегея в Аркадия.
След него цар става син му Аристон.